# Bardiani CSF/Saison 2018
Diese Liste beschreibt die Mannschaft und die Erfolge des Radsportteams Bardiani CSF in der Saison 2018.

## Erfolge in der UCI Asia Tour
In der Saison 2018 gelangen dem Team nachstehende Erfolge in der UCI Asia Tour.
| Datum       | Rennen                     | Kat. | Sieger          |
| ----------- | -------------------------- | ---- | --------------- |
| 18. März    | 1. Etappe Tour de Langkawi | 2.HC | Andrea Guardini |
| 25. März    | 8. Etappe Tour de Langkawi | 2.HC | Andrea Guardini |
| 26. Oktober | 4. Etappe Tour of Hainan   | 2.HC | Andrea Guardini |

## Erfolge in der UCI Europe Tour
In der Saison 2018 gelangen dem Team nachstehende Erfolge in der UCI Europe Tour.
| Datum       | Rennen                                     | Kat. | Sieger             |
| ----------- | ------------------------------------------ | ---- | ------------------ |
| 9. März     | 1. Etappe International Tour of Rhodes     | 2.2  | Mirco Maestri      |
| 9.–11. März | Gesamtwertung International Tour of Rhodes | 2.2  | Mirco Maestri      |
| 20. April   | 4. Etappe Kroatien-Rundfahrt               | 2.HC | Alessandro Tonelli |
| 22. April   | 6. Etappe Kroatien-Rundfahrt               | 2.HC | Paolo Simion       |
| 22. April   | Giro dell’Appennino                        | 1.1  | Giulio Ciccone     |
| 16. August  | 2. Etappe Tour du Limousin                 | 2.1  | Luca Wackermann    |

## Mannschaft
| Teamkader 2018                            | Teamkader 2018     | Teamkader 2018 | Teamkader 2018                              |
| Name                                      | Geburtsdatum       | Land           | Vorheriges Team                             |
| ----------------------------------------- | ------------------ | -------------- | ------------------------------------------- |
| Vincenzo Albanese                         | 12. November 1996  | Italien        | Hopplà-Petroli Firenze (2016)               |
| Simone Andreetta(Anm.)                    | 30. August 1993    | Italien        | Zalf Euromobil Désirée Fior (2014)          |
| Enrico Barbin                             | 4. März 1990       | Italien        | Trevigiani Dynamon Bottoli (2012)           |
| Michael Bresciani                         | 20. Dezember 1994  | Italien        |                                             |
| Giovanni Carboni                          | 31. August 1995    | Italien        | Colpack (2017)                              |
| Giulio Ciccone                            | 20. Dezember 1994  | Italien        | Colpack (2015)                              |
| Andrea Guardini                           | 12. Juni 1989      | Italien        | UAE Team Emirates (2017)                    |
| Mirco Maestri                             | 26. Oktober 1991   | Italien        | General Store Bottoli Zardini (2015)        |
| Marco Maronese                            | 25. Dezember 1994  | Italien        | Zalf Euromobil Désirée Fior (2016)          |
| Umberto Orsini                            | 6. Dezember 1994   | Italien        |                                             |
| Lorenzo Rota                              | 23. Mai 1995       | Italien        | Unieuro Wilier (2015)                       |
| Daniel Savini                             | 26. September 1997 | Italien        | Maltinti Lampadari-Banca di Cambiano (2017) |
| Manuel Senni                              | 11. März 1992      | Italien        | BMC Racing Team (2017)                      |
| Paolo Simion                              | 10. Oktober 1992   | Italien        | Zalf Euromobil Désirée Fior (2013)          |
| Simone Sterbini                           | 11. Dezember 1993  | Italien        |                                             |
| Alessandro Tonelli                        | 29. Mai 1992       | Italien        | Zalf Euromobil Désirée Fior (2014)          |
| Luca Wackermann                           | 13. März 1992      | Italien        | Al Nasr-Dubai (2016)                        |
|                                           |                    |                |                                             |
| Quellen: ProCyclingStats Cycling Quotient |                    |                |                                             |

Anmerkung: Simone Andreetta, Karriereende